# Declieuxia irwinii
Declieuxia irwinii är en måreväxtart som beskrevs av Joseph Harold Kirkbride. Declieuxia irwinii ingår i släktet Declieuxia och familjen måreväxter. Inga underarter finns listade i Catalogue of Life.